# Sebestyén Zoltán (matematikus)
Sebestyén Zoltán (Sömjénmihályfa, 1943. december 29. –) matematikus, egyetemi tanár.

## Élete
1958–1962 között Celldömölkön járt középiskolába. 1962-ben a 4. nemzetközi matematikai diákolimpia első díjasa volt. 1962–1967 között elvégezte az ELTE matematikus szakát. 1970–1974 közt Szegeden aspiráns Szőkefalvi-Nagy Béla irányításával, 1971-ben megszerzi az egyetemi doktori címet, 1975-ben kandidátus, 1984-ben az MTA doktora lett.
1967-től tanított az ELTE-n, az Alkalmazott Analízis Tanszéken (később Alkalmazott Analízis és Számításmatematikai Tanszék) egyetemi tanárként, 1985–2006 között tanszékvezetőként.
Feleségével öt gyereket neveltek fel.

## Munkássága
Kutatási területei: funkcionálanalízis, operátorelmélet, reprezentációelmélet. Több mint 80 tudományos dolgozat szerzője.

### Könyvszerkesztés
- Farkas, M. (ed.); Sebestyén, Z. (ed.) Differential equations and its applications. Proceedings of the colloquium on differential equations and applications, held in Budapest, August 21-24, 1991. Colloquia Mathematica Societatis János Bolyai. 62. Amsterdam: North- Holland Publishing Company. 396 p. 1991.

## Díjai
- A Magyar Érdemrend tisztikeresztje (polgári tagozat), 2013